# 阿爾蘭蒂斯
阿爾蘭蒂斯（日语： Arurandeisu），是Holostars所属的一位日語虚拟主播，於2019年9月8日出道。

## 人物概述
阿爾蘭蒂斯是Holostars 1期生的成員。角色設定是一位走遍全世界的神秘義大利人。經過多年的旅程，最終他決定2019 年 9 月作為 holostarts 1期生的追加成員出道。
阿爾蘭蒂斯的角色設計者為。
直播內容以遊戲、歌唱與雜談為主。對粉絲的稱呼為「アルランディス」。

## 活動歷史
2019年9月8日，阿爾蘭蒂斯於YouTube上正式出道。
2021年1月3日，正月服裝發布。同年8月29日，公布3D模型並进行直播。
2022年10月22日，發表年輕版的Live2D造型。同年11月27日，秋冬服裝發布。

## 參與活動

### holostar 全體直播
- Holostars 2nd ACT「GREAT VOYAGE to UNIVERSE!!」（日语：Holostars 2nd ACT「GREAT VOYAGE to UNIVERSE!!」）（2022年10月20日）[9][10]
- HOLOSTARS 5th Anniversary Live -Movin’ On!-（日语：HOLOSTARS 5th Anniversary Live -Movin’ On!-）（2023年6月8日）[11][12]

### 其他活動
- Holizontal JAM Overwatch 2 powered by Holizontal featuring Xbox（2023年8月30日）[13][14]

## 音樂作品

### 参加作品
|      | 發布日期       | 樂曲名稱 | 數位媒體規格產品編號 | 其他參與成員                         | 備註   |
| ---- | -------------- | -------- | -------------------- | ------------------------------------ | ------ |
| 單曲 |                |          |                      |                                      |        |
| 1    | 2021年12月01日 |          | CVRD-093             | 律可、夕刻羅貝爾、影山紫炎、荒咬皇牙 | [ 19 ] |

## 外部連結
- 阿爾蘭蒂斯在holostarts的官方主頁 （日語）
- YouTube上的Aruran Ch. アルランディス頻道（英文）
- 阿爾蘭蒂斯的X（前Twitter）